# Singles (banda sonora)
Singles es la banda sonora original de la película del mismo nombre, enfocado principalmente en la creciente escena grunge de principios de la década de 1990. Contiene contribuciones de Paul Westerberg (su primer material solista desde su salida del grupo The Replacements), The Smashing Pumpkins, además de antiguos roqueros de Seattle como Jimi Hendrix y the Lovemongers (Ann y Nancy Wilson del grupo Heart). Fue lanzado el 30 de junio de 1992.
Este soundtrack es considerado como de una enorme ayuda para abrirle las puertas a la enorme popularidad que el grunge adquirió a principios de 1990. De acuerdo con Steve Huey de la revista Allmusic, "Singles ayudó a cristalizar la idea de la escena Seattle en el público mayoritario, además de ser el primer gran éxito de ventas en soundtracks de la década (obtendría certificación de Platino y la cima del Top Ten). Gracias a este álbum, el fenómeno de Seattle dejó de ser local para comenzar a convertirse en algo que alcanzaría en primer lugar todos los Estados Unidos

## Lista de canciones
| N.º   | Título                                             | Intérprete                  | Duración |  |
| 1.    | «Would?»                                           | Alice in Chains             | 3:27     |  |
| 2.    | «Breath»                                           | Pearl Jam                   | 5:25     |  |
| 3.    | «Seasons»                                          | Chris Cornell               | 5:45     |  |
| 4.    | «Dyslexic Heart»                                   | Paul Westerberg             | 4:28     |  |
| 5.    | «The Battle of Evermore» (live Led Zeppelin cover) | The Lovemongers             | 5:41     |  |
| 6.    | «Chloe Dancer/Crown of Thorns»                     | Mother Love Bone            | 8:16     |  |
| 7.    | «Birth Ritual»                                     | Soundgarden                 | 6:05     |  |
| 8.    | «State of Love and Trust»                          | Pearl Jam                   | 3:46     |  |
| 9.    | «Overblown»                                        | Mudhoney                    | 2:58     |  |
| 10.   | «Waiting for Somebody»                             | Paul Westerberg             | 3:25     |  |
| 11.   | «May This Be Love»                                 | The Jimi Hendrix Experience | 3:10     |  |
| 12.   | «Nearly Lost You»                                  | Screaming Trees             | 4:06     |  |
| 13.   | «Drown»                                            | The Smashing Pumpkins       | 8:17     |  |
| 64:49 |                                                    |                             |          |  |

## Certificaciones
| País           | Ventas      | Certificación | Fecha      |
| -------------- | ----------- | ------------- | ---------- |
| Estados Unidos | 2 000 000 + | 2 × Platino   | 16/04/2002 |